# Heteromma
Heteromma é um género botânico pertencente à família Asteraceae.